# Ciaran Clark
Ciaran Clark, född 26 september 1989 i Harrow, England, är en irländsk fotbollsspelare. Clarks naturliga position är mittback, men han kan även spela som central mittfältare och som vänsterback.

## Klubbkarriär
Den 20 januari 2021 skrev Clark på ett nytt 2,5-årskontrakt med Newcastle United. Den 13 juli 2022 lånades Clark ut till Sheffield United på ett låneavtal över säsongen 2022/2023.
Den 10 oktober 2023 värvades Clark av Stoke City, där han skrev på ett kontrakt över resten av säsongen 2023/2024.

## Landslagskarriär
Clark var kapten för Englands U18- samt U19-landslag, men förklarade i oktober 2010 sin ambition att spela för Irland. En månad senare blev han uttagen för första gången, i en vänskapsmatch mot Norge, men gjorde inte sin debut förrän den 8 februari 2011 mot Wales.
Clark är i Sverige känd bland fotbollsentusiaster för att med ett självmål gjort 1-1 i en match mot Sverige i gruppspelet EM i Frankrike den 13 juni 2016, vilket hindrade Irland från att vinna matchen. Det var tack vare honom Sverige slapp gå poänglösa från mästerskapet.